# UNIX System V
O Unix System V, normalmente abreviado como SysV (e usualmente pronunciado - apesar de raramente escrito - como "System Five"), é uma das primeiras versões comerciais do sistema operacional Unix. Foi originalmente desenvolvido pela American Telephone & Telegraph (AT&T) e lançado pela primeira vez em 1983. Quatro versões maiores do System V foram lançadas, denominadas 1, 2, 3 e 4 (também existe as versões 4.2 e 5 mas estas estão com o nome de UnixWare). O lançamento 4, ou SVR4, foi a versão comercial que obteve maior sucesso, sendo o resultados de um esforço, comercializado como Unificação de Sistema Unix, que solicitou a colaboração dos maiores vendedores de Unix. Ele foi a fonte de várias características comerciais do Unix.
Dentre as várias versões (Releases 1, 2, 3 e 4), a Release 4, ou SVR4 foi a versão que obteve maior sucesso e trouxe inovações que serviram como base para  outras versões do UNIX que existem hoje. Por exemplo (/etc/init.d) para controle de boot e desligamento.

## Posição no mercado

### Compatibilidade do System V
Os mecanismos de comunicação interprocessos do System V estão disponíveis em sistemas operacionais tipo Unix não derivados do System V. Em particular, no Linux (uma reimplementação do Unix), bem como o derivado do BSD, o FreeBSD. O POSIX 2008 especifica uma substituição para estas interfaces.
O FreeBSD mantém uma camada de compatibilidade binária para o formato COFF, que o permite executar binários compilados para alguns derivados do SVR3.2 como SCO UNIX e o Interactive UNIX. Plataformas modernas do System V, Linux e BSD usam o formato de arquivo ELF para binários compilados nativamente.